# K9
K9, de vegades K-9 és el nom d'un gos robòtic que apareix a la sèrie de televisió de ciència-ficció britànica Doctor Who. Va aparèixer per primer cop el 1977. El nom K9 prové del joc de paraules K (pronunciant en anglès, /ˈkeɪ/) i 9 (en anglès, nine, i pronunciat /naɪn/), que pronunciat en anglès sona a caní (canine: /ˈkeɪˌnaɪn/).
K9 també és el personatge central de tres spin-off de la sèrie; el primer va ser K-9 and Company (1981), el segon The Sarah Jane Adventures (2007-2011) i el darrer K9 (2009-2010). En principi no havia de ser un personatge recurrent de la sèrie, però després de la seva primera aparició al capítol The Invisible Enemy es va convertir en un personatge popular entre l'audiència més jove.
Almenys hi ha hagut quatre unitats de K9 diferents al llarg de les seves aparicions; amb les dues primeres va ser el company del Quart Doctor. La veu del K9 ha estat interpretada per l'actor John Leeson en la majoria de les aparicions del robot, a excepció de la temporada 17 de la sèrie clàssica de Doctor Who, que va ser temporalment interpretada per David Brierly. El personatge va ser creat per Bob Baker i Dave Martin, i encara es reserven els drets sobre aquest, cosa que ha possibilitat que el personatge hagi aparegut en diverses ocasions per la televisió, com en l'spin-off de Baker K9, sense que el programa fos produït per la BBC.